# 14147 Wenlingshuguang
14147 Wenlingshuguang este un asteroid din centura principală de asteroizi.

## Descriere
14147 Wenlingshuguang este un asteroid din centura principală de asteroizi. A fost descoperit pe 23 septembrie 1998 la Xinglong în cadrul programului Beijing Schmidt CCD Asteroid Program. Asteroidul prezintă o orbită caracterizată de o semiaxă mare de 2,32 ua, o excentricitate de 0,03 și o înclinație de 3,6° în raport cu ecliptica.